# Joel Sanz
Joel Sanz Pino (Caracas, Venezuela, 23 de noviembre de 1947 - Caracas, Venezuela, 29 de agosto de 2013) fue arquitecto, docente y Premio Nacional de Arquitectura de Venezuela en el año 2000. Su padre Abdón Sanz Palacios y su madre Hilda Pino de Sanz, se dedicaron al negocio de las farmacias, ambos murieron en 2003 con unas semanas de diferencia entre sí. 

## Educación
Joel y su hermano crecieron con su abuela materna en San Agustín del Sur, por motivos de educación. Estudió en la Escuela Experimental Venezuela y en el Colegio La Paz. Termina sus estudios de bachillerato en 1964 en el Colegio San Ignacio de Loyola, una semana después se inscribe en la Facultad de Arquitectura de la Universidad Central de Venezuela. 

## Carrera
Su interés por la arquitectura despierta al inicio de bachillerato, en los recorridos del transporte, sobre la ruta número 7, por donde observaba una serie de construcciones, entre ellas el Centro Comercial Cada en Las Mercedes, y varios edificios de José Miguel Galia, esta información se encontraba escrita en vallas junto a las construcciones encabezadas por los nombres de los arquitectos. Realizó una pasantía con el arquitecto Jesús Tenreiro. Recibe su título de arquitecto el 12 de marzo de 1970, se gradúa con honores. Fue ganador de un concurso como preparador de Geometría Descriptiva, y fue preparador de los profesores Ángel Martin, Omar Carnevalli y de Pablo Lasala quien fue su profesor y luego amigo. En el año 1971 comienza a trabajar con el arquitecto Carlos Gómez de Llarena, y desarrollan una Residencia para ancianos en Caraballeda para la Fundación Planchart.  En el año 1972 funda un taller de proyecto, junto a Pablo Lasala, Carlos Gómez y Jacobo Koifman, que se denominó Unidad Docente 5, que pasó a ser Unidad Docente 7 y luego Unidad Docente 9, taller que actualmente continua en la Facultad de Arquitectura, que cuenta con 40 años de actividad académica. En 1975, se une como socio de la firma S+P+A, Arquitectos, C.A., a Juan Carlos Parilli y Francisco Arocha.
Entre sus proyectos recientes destacan: Un hotel turístico en Maturín, estado Monagas, un conjunto de viviendas en Maracay, estado Aragua, un gimnasio vertical en el municipio Chacao y el Centro de Tenis de Campo de la Ciudad Universitaria de Caracas, todos elaborados entre el año 2007 y el año 2009.